# Pascal Obispo
Pascal Obispo (Bergerac, 8 de enero de 1965) es un autor, compositor, productor, cantante y pintor francés.

## Trayectoria artística
Hijo de Max Obispo (exfutbolista del Girondins de Burdeos de origen vasco) y Nicole Guérin (originaria de Angers), nació el 8 de enero de 1965 en Bergerac, pasó su infancia hasta los 13 años en Burdeos. Tras el divorcio de sus padres en 1978, fue criado por su madre, que decidió establecerse en Rennes. En 1983, durante su estancia en la escuela libre de Combrée, creó el grupo Words Of Goethe con amigos de su antigua escuela secundaria en Rennes. 
En 1988, se unió al grupo de new wave Senso, formado por los miembros Frank Darcel (un exmiembro del grupo del Marqués de Sade) y Frédéric Renaud. Originalmente bajista, Pascal se convirtió más tarde en el cantante del proyecto. A principios de la década de 1990, el grupo Senso preparó un primer álbum pero, después de una discusión, decidió convertirlo en el primer álbum en solitario de Pascal Obispo. El disco, titulado Le Long du Fleuve, fue lanzado en 1990 por EMI con canciones escritas por Franck Darcel, y apoyado por el sencillo Les avions se souvenir. El álbum pasó desapercibido. En 1991, Pascal Obispo firmó su primer contrato artístico con Epic y publicó su segundo álbum (Plus que tout au monde) en 1992, que tuvo un verdadero éxito gracias al single homónimo y al título Tu vas me manquer.
Después de que Obispo apareciera como telonero de Céline Dion en su gira, su popularidad siguió aumentando. El álbum de 1996 Superflu subió al número 2 en las listas francesas, los sencillos acompañantes Personne y Lucie se convirtieron en éxitos Top 10 y vendieron más de un millón de unidades. Colaboró con Florent Pagny en 1997 para su álbum Savoir aimer y en 1998 con Johnny Hallyday para el LP Ce que je sais. 
El álbum Live 98 incluía grabaciones de la gira de conciertos anterior de Obispo. En 1999, Obispo colaboró con Patricia Kaas, en cuyo álbum Le mot de passe Obispo actuó como productor y coescritor. A Natasha St-Pier le compuso y acompañó en algunas canciones de su álbum De l'amour le mieux, álbum revelación en Francia, entre ellas "Tu trouveras". La cantante española Luz Casal participa en el disco de Obispo Soledad cantando la canción "En mi soledad". Además Obispo compuso junto a Luz la canción Sumisa que abre el álbum Un mar de confianza (1999).
Después del cambio de milenio, la racha de éxitos continuó. Los álbumes Millésime (2001), Fan (2004), Les fleurs du bien (2006), Les fleurs de Forest (2007) y Welcome to the Magic World of Captain Samouraï Flower (2009) entraron en el top 10 en Francia y también gozaron de popularidad en Suiza. Durante este tiempo, varios sencillos llegaron a las listas de éxitos, las canciones Fan (2003) y Mauvaise foi nocturne (La réponse) (2007) se convirtieron en número 1. Otro éxito fue el CD Millésimes de 2013 Le grand amour, subió al número 3 en las listas de álbumes poco después.
Su faceta como pintor la desarrolla principalmente desde 2018, en 2023 (inaugurada el 26 de marzo) y durante 2024 expone una muy destacable muestra de su obra colorista bajo el título "Art Therapy" en el Museo del Mar y la Marina de Burdeos (Musée Mer Marine) de Burdeos, su obra desarrollada entre 2018 y 2022.

## Discografía

### Sus álbumes
- Le long du fleuve (1990).
- Plus Que Tout au Monde (1992)
- Un Jour Comme Aujourd'hui (1994)
- Superflu (1996)
- Live 98 (1998)
- Soledad (1999)
- Millésime Live 00/01 (2001)
- Studio Fan - Live Fan (2004)
- Les fleurs du bien (15 de mayo de 2006)
- Les fleurs du forest 2007)
- Le Drapeau (Captain Samourai Flower 2009)
- Le Grand Amour (2013)
- Billet du femme (2016)
- Obispo (2018)
- France (2021)
- Histoires 2 France (2022)
- Le Beau qui pleut (2023)
- L'archipel des séquelles (2024)

### Sus colaboraciones
Pascal Obispo ha colaborado con numerosos artistas, como:
- Luz Casal, la cantante española participa en el disco de Obispo Soledad cantando la canción "En mi soledad". Además Obispo compuso junto a Luz la canción Sumisa que abre el álbum Un mar de confianza (1999).[5]
- Florent Pagny en el álbum Savoir aimer en 1997. Desde este álbum, Pascal Obispo está presente en cada uno de los álbumes del artista.
- Johnny Hallyday para quien compuso y realizó la casi totalidad del álbum Ce que je sais en 1998.[9]
- Patricia Kaas para quien compuso y realizó la casi totalidad del álbum Le mot de passe en 1999.[10]
- Natasha St-Pier para quien compuso y acompañó en algunas canciones de su álbum De l'amour le mieux, álbum revelación en Francia, entre ellas "Tu trouveras".[4]
- Álbum colectivo "Juntos contra el sida".
- Zazie - Álbumes Sucré salé ("Dulce salado") y Zen

Otras colaboraciones: Michel Delpech, Marc Lavoine, Clémence l'homme, Calogero, Nolwenn Leroy, Les Dix Commandements (comedia musical), Youssou N'Dour, Christina Marocco, Daniel Lévi, Fatale Curie Jetter (Nettoyage De Ma Vie), Ginie Line, Isabelle Adjani, Lionel Richie, Garou, Faudel, Céline Dion, Carla Visi, Love United, Fatal Bazooka (él es "Vitoo", el novio de Vitaa en Mauvaise foi nocturne, parodia de Confessions Noctures de Diam's ft. Vitaa). En 2024 publica el disco L'archipel des séquelles en el que incluye varias colaboraciones.

## Premios
- NRJ Music Awards:
  - Mejor artista masculino francófono (2001)
- Victoires de la musique:
  - Victoire " al espectáculo musical del año" por "Fanlive" (28 de febrero de 2004).